# Schwäbisch-Deutscher Kulturbund
Der Schwäbisch-Deutsche Kulturbund war ein Verein zur Pflege deutscher Kultur und Repräsentation der deutschen Minderheit im Königreich Jugoslawien. Er bestand von 1920 bis 1941, unterlag jedoch zeitweise staatlichen Verboten. 1939 übernahmen die nationalsozialistisch geprägten Erneuerer die Führung und lösten die Organisation 1941 auf Weisung der reichsdeutschen NS-Führung noch vor dem Einmarsch der Wehrmacht in Jugoslawien auf.

## Gründung, Verbote und Wiedereinrichtung
Noch zur Zeit der Friedensverhandlungen in Trianon ergriff eine kleine Gruppe donauschwäbischer Akademiker die Initiative zur Gründung eines deutschen Kulturbundes im neu geschaffenen Königreich der Serben, Kroaten und Slowenen. Gründungstag war der 20. Juni 1920 in Novi Sad. Gründungsmitglieder waren die Hauptinitiatoren Johann Keks, Georg Grassl, Stefan Kraft und Peter Heinrich. Als Vorbild dienten dabei einerseits der Deutsche Wirtschafts- und Kulturverein in Timișoara, der im November 1919 im rumänischen Banat gegründet worden war, andererseits der serbische Kulturverein Prosveta, der 1902 in Sarajevo gegründet worden war und sich um die Alphabetisierung der Serben in Bosnien und Herzegowina kümmerte.
Mit der Provinzregierung der Vojvodina und der Staatsregierung in Belgrad verhandelte der Vorstand erfolgreich eine für das gesamte Staatsgebiet bewilligte Satzung, die als wesentliche Ziele die „Pflege der deutschen Sitten und Bräuche“, die „Verbreitung von Büchern, Musikalien und Filmen“, die „Förderung künstlerischer Darbietungen“, die „Ausbildung deutscher Lehrer und Geistlicher“ sowie die „Förderung der sozialen Fürsorge und wirtschaftlicher Einrichtungen“ enthielt. Der Kulturbund begann mit der Beratung und Aufklärung der Bauern, bald auch mit der Organisation gemeinsamen Warenbezugs.
Das Motto des Bundes war „Staatstreu und volkstreu!“, ergänzt durch die Losung: „Muttersprache, Heimat, Väterglaube!“ Dabei bezog sich die beschworene Staatstreue auf das Königreich Jugoslawien, da die Kulturbundführung um ein politisch gemäßigtes Auftreten bemüht war, um Konfrontation mit der wenig minderheitenfreundlichen jugoslawischen Regierung dieser Zeit zu vermeiden. Die Vereinigung zählte in den ersten vier Jahren seiner Aktivität etwa 55.000 Mitglieder aus 128 Dörfern im westlichen Banat, der Batschka und Syrmien, was etwa 10 Prozent der deutschen Minderheit ausmachte.
Die Katholische Kirche vermutete hinter den Aktivitäten des Bundes lutherische Tendenzen, die sie mit Skepsis betrachtete. Hierzu trugen auch die neu gebildeten und von dem kroatischen Franziskanerpaters Rafael Rodić geleiteten apostolischen Administraturen Batschka und Banat bei. Während die rund 400.000 deutschen Katholiken in neun Bistümer aufgeteilt waren, schlossen sich die evangelischen und die reformierten Kirchen im neuen Königreich zusammen und unterstanden mit ihren 100.000 Mitgliedern einer einzigen Kirchenorganisation. Der Kulturbund und vergleichbare jüdische Einrichtungen dieser Zeit nahmen voneinander kaum Notiz.
Die Arbeit des Kulturbundes wurde auch von der Belgrader Regierung argwöhnisch beobachtet. 1924 vollzog die Kroatische Bauernpartei einen Kurswechsel und gab ihren bisherigen Parlamentsboykott auf. Durch diese und andere politische Veränderungen wurden den Absprachen zwischen der Regierung in Belgrad und der „Partei der Deutschen“ die Grundlagen entzogen. Die „Partei der Deutschen“ hatte unter Bundesfunktionär Stefan Kraft acht Abgeordnete ins serbische Parlament entsandt, womit der Bund nach Ansicht der Regierung seinen satzungsgemäßen Wirkungskreis überschritten hatte, was am 11. April 1924 zum Verbot der Bundesorganisation führte. Aus der Sicht des Belgrader Unterrichtsministers Svetovar Pribicević war das Verbot auch eine „Vergeltungsmaßnahme wegen der ungünstigen Behandlung der Kärntner Slowenen durch die österreichische Regierung“. Das Vermögen, die Archive und Büchereien sowie sonstiger Besitz der Kulturbundes wurden vom jugoslawischen Staat beschlagnahmt und gingen in den Folgejahren verloren.
Auf regionaler Ebene zeigten die Behörden allerdings wenig Interesse an der Durchsetzung des Kulturbundverbots, so dass die Ortsgruppen ihre Arbeit eingeschränkt weiterführen konnten. 1927 zerbrach die Koalition der „Kroatischen Bauernpartei“ mit den serbischen „Radikalen“, wonach der Kulturbund mit überarbeiteter Satzung offiziell wieder zugelassen wurde und seine Arbeit relativ ungestört fortsetzen konnte. Nach dem Königlichen Staatsstreich und dem Beginn der Königsdiktatur ab 1929 unter Alexander I. als Staatsoberhaupt Jugoslawiens wurden alle politischen, nationalen und ethnischen Parteien und Verbände verboten, so auch erneut der Kulturbund. Am 28. August 1930 überreichte der Kulturbund dem Unterrichtsministerium sein Schulprogramm. 1931 wurde der Status des Bundes als juristische Person wiederhergestellt. Die konservativen Führer um Stefan Kraft setzten auch in den folgenden Jahren weiter auf eine Zusammenarbeit mit der Regierung in Belgrad, um ihre Vorstellungen einer donauschwäbisch-deutschen Politik fortzusetzen. Mit dem Aufstieg des Nationalsozialismus in Deutschland bekam ihre Nationalitätenpolitik eine machtvolle Konkurrenz.

## Vereinnahmung durch Nationalsozialisten
Das Erstarken der „Erneuerungsbewegung“ in Rumänien beeinflusste das „völkische“ Bewusstsein der deutschen Minderheit in Jugoslawien. Als Advokaten einer inhaltlich und ästhetisch eindeutigen Orientierung am Nationalsozialismus trat seit 1933 auch hier eine Gruppe auf, die sich die „Erneuerer“ nannte. Ihr Anführer war der Arzt Jakob Awender aus Pančevo. Die „Erneuerer“ machten zunächst durch massive Vorwürfe an die Führung der bestehenden konservativen Vertretung der deutschen Minderheit, den Schwäbisch-Deutschen Kulturbund, wegen Korruption und Ämterhäufung von sich reden, und klagte deren Repräsentanten der „Verzopftheit und Handlungsunfähigkeit“ an.
In ihrem Presseorgan, der „Pantschowaer Post“, später „Volksruf“, setzten Erneuerer wie Gustav Halwax, Hans Thurn, Adam Krämer und Josef Trischler unter ihrem Wortführer Jakob Awender ihre Kampagne gegen die Minderheitsorganisationen und deren bisherige Arbeit fort. Sie gewannen so unter dem Eindruck der „politischen und wirtschaftlichen Erfolge“ des nationalsozialistischen Deutschland vor allem in der jüngeren Generation zahlreiche Anhänger. Ihr Ziel war es eine „Volksgruppe“ zu schaffen, die sich als „Vorposten des Reiches“ fühlen sollte, und der auch die „bereits assimilierten Deutschen“ zurückgewonnen werden sollten. Der organisatorische Aufbau der Erneuerer lehnte sich an die nationalsozialistische Formenwelt an (Führerprinzip, uniformierte Gliederung, nationale Symbole, Aufmärsche, eigene Feste) und propagierte die „Kulturgemeinschaft mit dem Muttervolk“. Obwohl die Politik der Erneuerer auf viel Widerstand stieß, und in manchen Fällen unterwanderte Ortsgruppen aus dem Verband ausgeschlossen wurden, verfolgten sie ihre volkstumspolitischen Ziele weiter und bemühten sich in erster Linie um die bisher weniger erfassten deutschsprachigen Bevölkerungsschichten und Siedlergruppen, vor allem die der Sloweniendeutschen und Kroatiendeutschen. In dem vom Kulturbund organisatorisch nicht erfassten slawonischen oder kroatischen Gebiet gründete ein Anhänger der Erneuerungsgruppe, Branimir Altgayer, die „Kultur- und Wohlfahrtsvereinigung der Deutschen in Slawonien“, die hier zahlreiche Ortsgruppen ins Leben rief. Sie versuchte vor allem, unter dem in hohen Masse kroatisierten Streudeutschtum ein deutsches Bewusstsein zu erwecken, womit sie vielfach auch Erfolg hatten.
Die Initiative der Erneuerungsbewegung und ihre heftige Propaganda gegen die bisherige Minderheitenführung, namentlich gegen Stefan Kraft, bewog den Kulturbund, trotz der ermüdenden und aufreibenden Auseinandersetzungen mit lokalen und regionalen Behörden seiner Tätigkeit mehr Nachdruck zu verleihen, um sie weiter als bisher über das Banat und die Batschka hinaus auszudehnen. Dabei wurde das Ziel nicht aufgegeben, das inzwischen geschaffene Vertrauensverhältnis zwischen den Minderheitenpolitikern der alten Generation und den verantwortlichen Regierungskreisen um Premierminister Milan Stojadinović zu erhalten. Auch im Hinblick darauf sahen die Politiker des Kulturbundes veranlasst, die radikaleren Ideen der „Erneuerer“ zu bekämpfen, erst recht, als diese in eine engere Verbindung mit der in Opposition zur Regierung stehenden faschistischen „Zbor“-Bewegung Dimitrije Ljotićs traten.
Seit der Spaltung der Deutschen in zwei Lager war eine geschlossene Politik der Minderheit nicht mehr möglich, so dass das „Deutsche Tageblatt“ beklagte, wie sehr die Jugoslawiendeutschen durch die „innervölkischen Auseinandersetzungen“ im Hinblick auf ihr politisches Gewicht für jede andere Gruppe an Wert verlören. Die reichsdeutschen Stellen hielten sich in dem Konflikt zwischen den bisherigen Führern der Jugoslawiendeutschen und den „Erneuerern“ aus Rücksicht auf die Politik gegenüber der Regierung Stojadinović zurück, da diese in wirtschaftlichen und politischen Fragen eine von der bisherigen jugoslawischen Außenpolitik abweichende Haltung einnahm und begann, sich aus dem unter französischen Einfluss stehenden Mächteblock zu lösen und Deutschland zu nähern, was innenpolitisch nicht unumstritten war. Um nicht durch eine offizielle Förderung der offensichtlich zum Nationalsozialismus neigenden Erneuerungsbewegung die Stellung Stojadinovićs noch stärker zu belasten, wurden von Seite des Deutschen Reichs vorerst noch die in Jugoslawien anerkannten Minderheitsorganisation unterstützt. Ihre Führer standen daher aber, je mehr die nationalsozialistische Ideologie sich auch im „Auslandsdeutschtum“ verbreitete, auf verlorenem Posten. Der fortdauernde Streit schwächte die ohnehin schwierige Position der Minderheit, während unter den Auswirkungen der Entwicklung im Deutschen Reich die „Erneuerungsbewegung“ an Boden gewann. Ab Anfang 1938 bahnte sich ein Ausgleich zwischen den beiden Gruppen an, der 1939 zustande kam. Ein aus Vertretern der deutschen Minderheiten in Estland, Lettland, Rumänien und der Tschechoslowakei bestehendes Schiedsgericht entschied, dass die Erneuerer ihre vor allem gegen den Vorsitzenden Kraft erhobenen Beschuldigungen zurücknehmen sollten, wogegen Kraft der Rücktritt von seinen Ämtern dringend nahegelegt wurde.
Dabei gelang es den radikalen Exponenten der „Erneuerungsbewegung“ nicht, sich in den Vordergrund zu spielen. Vielmehr entschied sich die Volksdeutsche Mittelstelle (VoMi) mit Josef Janko nach monatelangen Verhandlungen für einen ein relativ gemäßigten und konsensfähigen Vertreter der „Erneuerungsbewegung“ als Vorsitzenden des Kulturbundes; nicht letztendlich um die freundlichen Beziehungen der jugoslawischen Regierung mit dem Deutschen Reich nicht zu gefährden. Mit Janko zog eine Reihe gleichgesinnter jüngerer Männer in die leitenden Stellen der kulturellen und wirtschaftlichen deutschen Organisationen ein. Damit war jedoch die in den langen Auseinandersetzungen aufgerissene Kluft nicht überbrückt. Es rief neue Erbitterung hervor, dass mit dem Vordringen der „Erneuerer“ die ältere Generation aus der Minderheiten- und Genossenschaftsarbeit gedrängt wurde. Das Eindringen der nationalsozialistischen Ideologie in den Kulturbund, die Übernahme der Formen reichsdeutscher Organisationen – vor allem in der Jugendbewegung – und die Propagierung einer volksdeutschen Einheitstracht erregten den Widerstand der älteren Generation, nicht zuletzt auch der Kirchen. Die von der Erneuerungsbewegung in die Volksgruppe hineingetragene Spaltung wirkte auch nach der Beilegung des Konflikts nach, obwohl die in leitende Stellungen gelangten, immer noch vergleichsweise gemäßigten Vertreter dieser Richtung sich um die Interessen des gesamten Deutschtums bemühten. Gleichwohl blieb das Misstrauen weiter Kreise der deutschen Bevölkerung lebendig, weil die radikalen Vertreter der „Erneuerungsbewegung“ den ihnen vorenthaltenen Einfluss in den Minderheitenorganisationen mit anderen Mittel zu gewinnen suchten und dabei von einzelnen Institutionen im Reich unterstützt wurden.
In den verbleibenden Jahren bis zum deutschen Angriff auf Jugoslawien im April 1941 wurde die überwiegende Mehrheit der deutschen Minderheit im Kulturbund organisiert. Dies galt besonders für die Vojvodina: Die neue Bundesleitung brüstete sich Ende 1940 damit, dass 98 Prozent der Jugoslawiendeutschen Mitglieder des Kulturbundes geworden seien und dieser nun de facto die gesamte deutsche Volksgruppe organisiert habe. und des Drucks, der auf die national nicht Begeisterten ausgeübt worden war. Die neue Führung zeigte sich erfolgreich in der Organisierung breiter Schichten, und der Kulturbund nahm immer mehr die Merkmale der NS-Massenorganisationen und ihrer Gliederungen an. Die außenpolitische Erfolge des Deutschen Reiches und der neue Nationalstolz der Vojvodinadeutschen waren dabei entscheidende Faktoren.
In Slowenien lebte die deutschsprachige Volksgruppe der Gottscheer im Süden Unterkrains, die sich seit 1931 im Rahmen des Schwäbisch-Deutschen Kulturbundes organisiert hatten. Nach Absetzung der bisherigen Führung des Schwäbisch-Deutschen Kulturbundes durch die „Erneuerer“ im Mai 1939 übernahm ein dreiköpfiges Gremium, bestehend aus Josef Schober, Wilhelm Lampeter und Martin Sturm die Volksgruppenführung der dortigen Minderheit. Mit der Einrichtung der „Gottscheer Mannschaft“, die auf Gemeindeebene in sogenannten „Stürmen“ organisiert war, gelang es, eine in jedes Dorf reichende nationalsozialistische Organisation zu errichten und die bevorstehende Aussiedlung der Gottscheer vorzubereiten.
Am 28. März 1941 stellte Janko alle Tätigkeiten des Schwäbisch-Deutschen Kulturbund und seiner angegliederten Abteilungen auf Weisung der deutschen Reichsregierung endgültig ein. Nachfolgeorganisationen waren die
- Deutsche Volksgruppe im Banat und Serbien (siehe auch Serbien im Zweiten Weltkrieg)
- Deutsche Volksgruppe in Kroatien (siehe auch Unabhängiger Staat Kroatien).

Nach der Zerschlagung Jugoslawiens 1941 ernannte die VoMi Josef Janko zum „Volksgruppenführer der Deutschen Serbiens und des Banats“ und Branimir Altgayer zum „Volksgruppenführer der Deutschen in Kroatien“. Jakob Lichtenberger, der ehemalige „Jugendwart“ des Kulturbundes, organisierte für Altgayer eine Bürgerwehr, die „Mannschaft“, aus deren Kern er Ende Mai 1941 die Einsatzstaffel der Deutschen Mannschaft (ES) nach SS-Muster bildete und die er von 1941 bis 1943 kommandierte.
Die neue Organisation der Kulturbunds war wie folgt:
1. für Finanzen und Kasse (Tengler);
2. für organisatorische und persönliche Angelegenheiten (Josef Beer);
3. für Propaganda und Druck (Heinrich Reister);
4. für Kultur (Adam Maurus), unterteilt in:
  1. für die Ausbildung (Referent: Franz Dottermann);
  2. für Bibliotheken (Adam Kramer);
  3. für das Theater (Merkle);
  4. für Musik (Peter Freund);
5. Rechtsabteilung (Adam Rometsch);
6. für Statistik und Grafik (Johann Wüscht);
7. für Sozialhilfe (Anton Lehmann);
8. Nationale Gesundheit (Gottfried Kutschera);
9. für Sport und Sport (Michael Reiser);
10. Frauenabteilung (Johann Ott);
11. Jugendabteilung (Jakob Lichtenberger, für die Mädchen Lissi Lehmann);
12. für Dorfaufgaben (Fritz Metzger und ab Januar 1941 Karl Moser);
13. für das Handwerk (Peter Bubenheim); diese Abteilung hatte auch eine Agentur zur Vermittlung und Betreuung von Lehrlingen (Referent: Hans Hefciel).[30]

In den jugoslawischen Strafprozessen nach Kriegsende gab es bei Angeklagten der deutschen Volksgruppe neben anderen Vorwürfen wie Kollaboration mit dem Feind und Mitgliedschaft in der Waffen-SS auch den der Mitgliedschaft im Schwäbisch-Deutschen Kulturbund bzw. ihrer Nachfolgeorganisation, der Deutschen Volksgruppenführung. Die Bezeichnung für Kulturbundmitglieder war kulturbundovac (slowenisch kulturbundovec), Mehrzahl kulturbundovci.